# Luis Tejada Cano
Luis Tejada Cano (Barbosa, Antioquia, 7 de febrero de 1898-Girardot, Colombia, 17 de septiembre de 1924) fue un periodista y cronista colombiano. 

## Biografía
Hijo de Benjamín Tejada e Isabel Cano, Luis Tejada nació en el seno de una familia liberal. Aprendió a leer de las páginas de El Espectador y a los 11 años ya disfrutaba con las novelas de Arthur Conan Doyle.
Ingresó en la escuela normal de Medellín con la intención de hacerse docente, sin embargo siendo la escuela un lugar que según el propio Cano despreciaba "sistemáticamente todo lo que fuera iniciativas individuales, libros nuevos, teorías distintas, todo lo que trajera un sello moderno y fecundo" nunca pudo adaptarse, terminó siendo expulsado en 1916.
Posteriormente se aventuraría al periodismo; su primera crónica fue publicada en El Espectador, el 7 de septiembre de 1917. Su estilo fue siempre progresista y de vanguardia. Hablaba con entusiasmo de las nuevas innovaciones científicas, de la industrialización y de las revoluciones políticas y sociales. Esto es más evidente en su aproximación al tema de lo urbano y lo rural; según Tejada la vida pueblerina es aburrida, arcaica y hermética, enfrascada en "la autoridad obtusa y omnipotente de un alcalde y a la ídem, ídem, de un santo cura de almas". En contraste la ciudad con su ruido y su industria era vibrante, un lugar bello bañado de luz artificial que daba "cierto poder mágico que aprestigia las cosas".
Fue siempre un hombre de izquierda, comunista declarado y admirador de Lenin. Militó, junto con Jorge Eliécer Gaitán y Gabriel Turbay, en el ala más progresista del liberalismo que pretendía dar un giro socialista al partido.
En 1922 se casó en Pereira con Julia Gaviria. Murió de tuberculosis el 17 de septiembre de 1924 en Girardot, donde había viajado por consejo médico, acompañado su esposa. Durante su entierro, celebrado en la misma ciudad, Gabriel Turbay pronunció un discurso.

## Estilo
Tejada fue crítico de la novela colombiana de su tiempo, a la que consideraba anacrónica y llena de una sensibilidad muy atrasada. Prefería la poesía modernista, que según él daban flexibilidad y ligereza a la lengua, pero afirmaba que las generaciones "avancistas" estaban interesadas en influencias más activas y más recientes. Se remitía a los futuristas rusos en su llamado a la juventud para deshacerse de la gramática y la sonoridad tradicionales.

## Familia
Su padre Benjamín Tejada Córdova fue un reconocido educador laíco, descendiente del prócer de la independencia suramericana José María Córdova.
Su madre, Isabel Cano, era hermana de María Cano, "La Flor del Trabajo", quien se vio inspirada en su lucha política por su  joven sobrino Luis.
Su prima Lucy Tejada Sáenz fue una importante artista colombiana.

## Obras
Se han publicado varios recopilatorios de las crónicas de Tejada.
- El libro de crónicas (1924)
- Gotas de tinta (1977) (póstumo)
- Mesa de redacción (1989) (póstumo)
- Nueva antología de Luis tejada (2008) (póstumo)